# Campionato sudamericano femminile under 17 di pallavolo
Il campionato sudamericano femminile under 17 di pallavolo è una competizione pallavolistica per squadre nazionali sudamericane, organizzata con cadenza biennale dalla CSV, riservata a giocatrici con un'età inferiore di 17 anni.
Dal 2011 al 2021 la competizione è stata riservata a giocatrici con un'età inferiore di 16 anni.

## Edizioni
| Edizione                                                                   | Edizione      | Podio         | Podio         | Podio         |
| Anno                                                                       | Organizzatore | Campione      | Seconda       | Terza         |
| -------------------------------------------------------------------------- | ------------- | ------------- | ------------- | ------------- |
| Dal 2011 al 2021 la competizione è stata riservata alle nazionali under 16 |               |               |               |               |
| 2011 Dettagli                                                              | Uruguay       | Brasile       | Perù          | Argentina     |
| 2013 Dettagli                                                              | Colombia      | Brasile       | Argentina     | Perù          |
| 2014 Dettagli                                                              | Perù          | Perù          | Argentina     | Bolivia       |
| 2015 Dettagli                                                              | Perù          | Perù          | Bolivia       | Cile          |
| 2017 Dettagli                                                              | Paraguay      | Argentina     | Perù          | Cile          |
| 2019 Dettagli                                                              | Perù          | Cile          | Perù          | Paraguay      |
| 2021                                                                       | -             | Non disputato | Non disputato | Non disputato |
| Dal 2023 la competizione è riservata alle nazionali under 17               |               |               |               |               |
| 2023 Dettagli                                                              | Perù          | Argentina     | Brasile       | Perù          |

## Medagliere
| Pos. | Squadra   | 1º posto | 2º posto | 3º posto | Totale |
| ---- | --------- | -------- | -------- | -------- | ------ |
| 1    | Perù      | 2        | 3        | 2        | 7      |
| 2    | Argentina | 2        | 2        | 1        | 5      |
| 3    | Brasile   | 2        | 1        | 0        | 3      |
| 4    | Cile      | 1        | 0        | 2        | 3      |
| 5    | Bolivia   | 0        | 1        | 1        | 2      |
| 6    | Paraguay  | 0        | 0        | 1        | 1      |